# Uromunna santaluciae
Uromunna santaluciae är en kräftdjursart som först beskrevs av Gascon och Mane-Garzon 1974.  Uromunna santaluciae ingår i släktet Uromunna och familjen Munnidae. Inga underarter finns listade i Catalogue of Life.